# アーヴィド・ペリシェ
アーヴィッド・ヤノヴィチ・ペリシェ（ロシア語: А́рвид Я́нович Пе́льше、ラトビア語: Arvīds Pelše、ラテン文字転写の例：Arvid Yanovich Pelshe、1899年2月7日 - 1983年5月29日）は、ソビエト連邦の政治家、革命運動家。ラトビア人である。

## 生涯
1899年2月7日にロシア帝国クールリャント県にて、農家の家庭に誕生する。1914年にリガで労働者として働き始め、1915年にボリシェビキに入党した。1931年に赤色教授大学を卒業し、1937年からモスクワで教職につく。1941年からラトビア共和国の党中央委員会書記。1959年から同第一書記を務めたあと、1966年4月にソ連共産党中央委員会政治局員兼中央委員会付属党統制委員会議長となり、死去するまでその任にあった。